# Vladimir Firm
Vladimir Firm (Zagreb, 5 de junho de 1923 - 27 de novembro de 1996) foi um futebolista croata. Competiu na Copa do Mundo FIFA de 1950, sediada no Brasil, na qual a seleção de seu país terminou na quinta colocação dentre os treze participantes.

## Ligações Externas
- Perfil na Sports Reference